# Música para Camaleões
Música para Camaleões (Music for Chameleons, no original) é um livro do escritor estadunidense Truman Capote, publicado originalmente em 1980.
Conta com uma coleção de breves textos cujos perfis se encaixam na literatura de não-ficção. Os fatos reais e as vivências do autor com personagens reais são contados com o estilo que o consagrou desde a publicação de seu clássico livro A Sangue Frio (In Cold Blood), de 1966. Esse estilo foi iniciado por Capote e teve a denominação dada pelo próprio autor de "romance de não-ficção".
Alguns personagens que podem ser encontrados no livro são Marilyn Monroe, Willa Cather e um serial-killer ligado à família Manson.